# Microeca fascinans
Il pigliamosche bruno australiano (Microeca fascinans Latham, 1802) è un uccello della famiglia dei Petroicidi originario della Nuova Guinea sud-orientale e dell'Australia.

## Tassonomia
Attualmente vengono riconosciute quattro sottospecie di pigliamosche bruno australiano:
- M. f. zimmeri Mayr e Rand, 1935 (Nuova Guinea sud-orientale);
- M. f. pallida De Vis, 1885 (Australia settentrionale);
- M. f. fascinans (Latham, 1802) (Australia orientale e sud-orientale);
- M. f. assimilis Gould, 1841 (Australia sud-occidentale, centrale e meridionale).

## Descrizione
Il pigliamosche bruno australiano è un piccolo e vivace uccello marrone, di 12-14,5 cm di lunghezza. La colorazione è marrone sul dorso e biancastra sul ventre. Possiede un breve becco atto a catturare insetti, una striscia bianca tra esso e gli occhi, e palpebre bianche. La coda è nera o marrone molto scuro, con l'estremità bianca. In Australia questa specie è nota con numerosi nomignoli, come Jacky Winter, Peter Peter (trascrizione onomatopeica del suo richiamo, che suona come un brillante e duraturo Pieter-pieter), Post Sitter, Postboy e Stumpbird, per la sua abitudine di stare appollaiato sui pali di recinti e fattorie.

## Distribuzione e habitat
La specie è presente in tutta l'Australia (a eccezione della Tasmania) e, con la sottospecie M. f. zimmeri, anche nella zona di Port Moresby, in Papua Nuova Guinea. Il suo habitat è costituito da zone aperte e semiaperte e da aree di boscaglia intervallate da grandi alberi caduti o nei boschetti che crescono lungo corsi d'acqua, nonché in orti e parchi. Evita le aree in cui l'impatto umano è maggiormente elevato.

## Biologia
Il nido viene costruito alla biforcazione di un ramo quasi orizzontale. Si tratta di una piccola struttura costituita da una sorta di ciotola poco profonda, fatta di erba secca, mimetizzata con licheni, e «incollata» al ramo con tela di ragno. In essa l'uccello depone due uova.